# Thomas Kojo
Thomas Kojo (ur. 22 maja 1972 w Monrovii) – liberyjski piłkarz grający na pozycji obrońcy. W latach 1989–2002 występował w reprezentacji Liberii.

## Kariera klubowa
Karierę piłkarską Kojo rozpoczął w klubie Monrovia Black Star FC. W jego barwach zadebiutował w 1989 roku w liberyjskiej Premier League. Grał w nim do 1997 roku i wtedy też przeszedł do greckiego Athinaikosu. W 1999 roku wrócił do Liberii i został piłkarzem klubu Mighty Barolle z Monrovii. W 2000 roku wywalczył z nim dublet - mistrzostwo i Puchar Liberii. W latach 2001–2002 grał w Stanach Zjednoczonych, w Minnesocie Thunder, a w latach 2002-2003 - w południowoafrykańskim Maritzburgu United.

## Kariera reprezentacyjna
W reprezentacji Liberii Kojo zadebiutował w 1989 roku. W 2002 roku został powołany do kadry na Puchar Narodów Afryki 2002. Wystąpił na nim w 3 spotkaniach: z Mali (1:1), z Algierią (2:2) i z Nigerią (0:1). W kadrze narodowej grał do 2002 roku.